# Подзерко Віктор Андрійович
Віктор Андрійович Подзерко (14 жовтня 1912, село Шпиків, тепер смт Тульчинського району Вінницької області — ?) — радянський профспілковий діяч, голова ЦК профспілки робітників чорної металургії, голова ЦК профспілки робітників металургійної промисловості, секретар Всесвітньої федерації профспілок. Член Центральної Ревізійної комісії КПРС у 1956—1966 роках. Кандидат у члени ЦК КПРС у 1966—1971 роках.

## Життєпис
З 1930 року працював робітником на металургійних підприємствах. Закінчив Запорізький металургійний технікум.
Член ВКП(б) з 1940 року.
До 1948 року — начальник відділу, майстер цеху, начальник цеху Дніпровського металургійного заводу імені Дзержинського міста Дніпродзержинська Дніпропетровської області.
У 1948 році закінчив Дніпродзержинський металургійний інститут.
У 1948—1952 роках — на партійній роботі в місті Дніпродзержинську: секретар партійного комітету Дніпровського металургійного заводу імені Дзержинського.
У 1952—1954 роках — секретар ЦК профспілки робітників металургійної промисловості, завідувач відділу ЦК профспілки робітників металургійної промисловості.
У 1954—1955 роках — секретар ЦК профспілки робітників чорної металургії.
У 1955—1957 роках — голова ЦК профспілки робітників чорної металургії.
У вересні 1957 — грудні 1963 року — голова ЦК профспілки робітників металургійної промисловості.
У грудні 1963 — 1970 року — секретар Всесвітньої федерації профспілок.
Потім — начальник управління кадрів і навчальних закладів Міністерства чорної металургії СРСР, член колегії Міністерства чорної металургії СРСР.

## Нагороди
- два ордени Трудового Червоного Прапора (6.12.1957, 13.10.1962)
- ордени
- медалі
- заслужений металург Російської РФСР (1982)